# Udea phaethontia
Udea phaethontia là một loài bướm đêm thuộc họ Crambidae. Nó là loài đặc hữu của Hawaii.